# Pandanus polyglossus
Pandanus polyglossus är en enhjärtbladig växtart som beskrevs av Ugolino Martelli. Pandanus polyglossus ingår i släktet Pandanus och familjen Pandanaceae. Inga underarter finns listade.